# Čcholdžong
Čcholdžong (korejsky 철종; 25. června 1831 Soul – 16. ledna 1864 tamtéž) byl 25. korejský král dynastie Čoson, který vládl od roku 1849 do své smrti roku 1864. Byl pravnukem krále Jongdža a členem vedlejší větve královské rodiny, která ani nežila v hlavním městě, nýbrž na ostrově Kanghwado. Král Hondžong však zemřel bez mužských dědiců, a tak se jeho nástupcem stal tehdy teprve osmnáctiletý Ji Bjon, který přijal panovnické jméno Čcholdžong.
Král Čcholdžong prý zůstal prostým mužem a jeho minulost a venkovský původ na něm byly vždy vidět. V roce 1862 přežil pokus o puč, zemřel však již roku 1864, prý i pro nemírnou náklonnost k jídlu a pití. Přestože zplodil pět synů a šest dcer, přežila ho jen jedna dcera, a tak se království ocitlo znovu ve stejné situaci jako po smrti jeho předchůdce: Následník trůnu musel být hledán v rozvětveném příbuzenstvu vládnoucí rodiny. Stal se jím v té době teprve dvanáctiletý Kodžong.